# Fylkir Reykjavik
Maillots
Actualités
Le Íþróttafélagið (ÍF) Fylkir Reykjavik est un club islandais omnisports, basé à Reykjavik. Il comprend des sections de football, handball, volley-ball, gymnastique et karaté. Cette page ne traite que de la section football. 

## Historique
- 28 mai 1967 : fondation du club dans le nouveau quartier de Árbær
- 1989 : 1re accession en première division masculine
- 2001 : 1re participation à une Coupe d'Europe de football (C3, saison 2001/2002). Fylkir élimine le club polonais du Pogoń Szczecin.

## Bilan sportif

### Palmarès
- Championnat d'Islande de football D2
  - Champion : 1992, 1995, 1999, 2017, 2022

- Championnat d'Islande de football D3
  - Champion : 1977, 1984, 1987

- Coupe d'Islande de football
  - Vainqueur : 2001, 2002

### Bilan européen
Note : dans les résultats ci-dessous, le score du club est toujours donné en premier
| Saison    | Compétition     | Tour              | Club               | Domicile | Extérieur | Total |
| --------- | --------------- | ----------------- | ------------------ | -------- | --------- | ----- |
| 2001-2002 | Coupe UEFA      | Tour préliminaire | Pogoń Szczecin     | 2 - 1    | 1 - 1     | 3 - 2 |
| 2001-2002 | Coupe UEFA      | Premier tour      | Roda JC Kerkrade   | 1 - 3    | 0 - 3     | 1 - 6 |
| 2002-2003 | Coupe UEFA      | Tour préliminaire | Excelsior Mouscron | 1 - 1    | 1 - 3     | 2 - 4 |
| 2003-2004 | Coupe UEFA      | Tour préliminaire | AIK Solna          | 0 - 0    | 0 - 1     | 0 - 1 |
| 2004      | Coupe Intertoto | Premier tour      | KAA La Gantoise    | 0 - 1    | 1 - 2     | 1 - 3 |
| 2008      | Coupe Intertoto | Premier tour      | FK Riga            | 0 - 2    | 2 - 1     | 2 - 3 |
| 2010-2011 | Ligue Europa    | Premier tour Q    | Torpedo Jodzina    | 1 - 3    | 0 - 3     | 1 - 6 |

Légende
- Victoire ou qualification pour le tour suivant
- Match nul
- Défaite ou élimination de la compétition